# 이스키아
이스키아(이탈리아어: Ischia)는 이탈리아 캄파니아주 나폴리현 이스키아섬에 위치한 코무네다. 화산활동으로 인해 생긴 온천이 있다.